# Eddington (cràter)
Eddington és el romanent inundat de lava d'un cràter d'impacte de la Lluna, situat a la part occidental de l'Oceanus Procellarum. La vora occidental està unida a la paret del cràter Struve. A l'est-sud-est apareix el més petit, però important cràter Seleucus. Al sud d'Eddington hi ha Krafft.

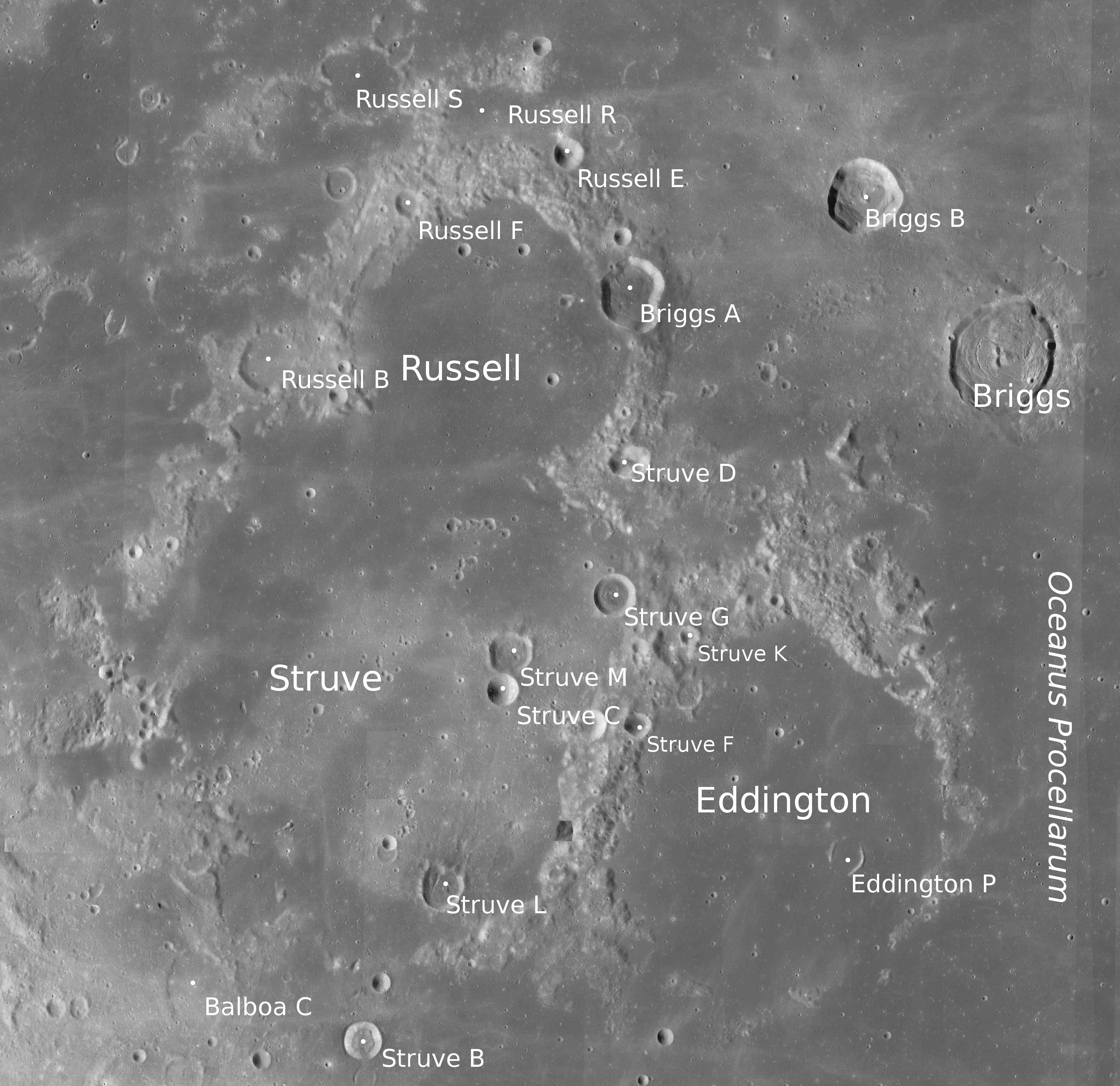
Localització d'Eddington (inferior dreta de la imatge)
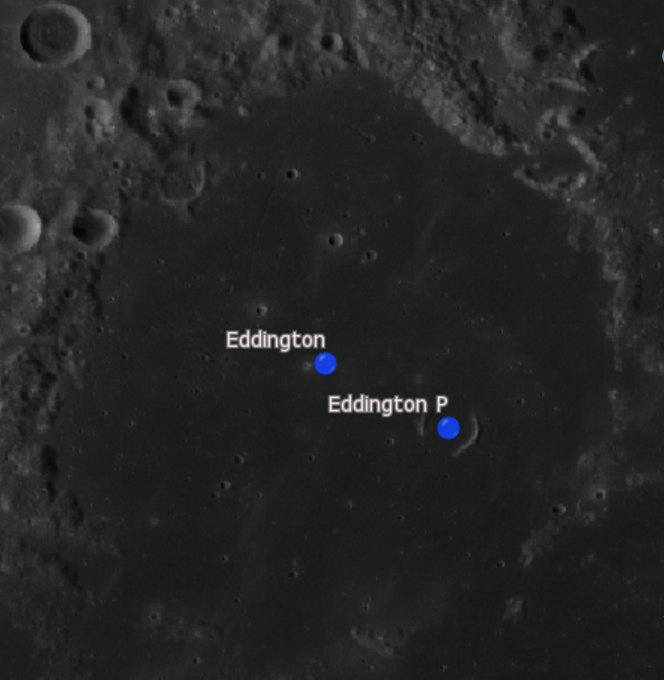
Cràters satèl·lit

El sud i el sud-est de la vora d'Eddington gairebé han desaparegut del tot, deixant només unes poques crestes i promontoris sobre la mar lunar que permeten traçar el contorn del cràter original. Com a conseqüència, Eddington és ara essencialment una badia de l'Oceanus Procellarum. La resta de la vora s'ha desgastat i és irregular, formant un arc muntanyós que és més ample al nord. El sòl està gairebé lliure de cràters d'importància, amb el cràter del gairebé submergit Eddington P al sector sud-est. Si el cràter mai va tenir un pic central, ja no és evident.
El cràter va ser nomenat en honor de l'astrònom i matemàtic britànic sir Arthur Eddington.

## Cràters satèl·lit
Per convenció aquests elements són identificats en els mapes lunars posant la lletra en el costat del punt central del cràter que està més proper a Eddington.
| Eddington | Coordenades                          | Diàmetre |
| --------- | ------------------------------------ | -------- |
| P         | 21° 00′ N, 71° 00′ O / 21.0°N,71.0°O | 12 km    |